# Habitatges Barceloneta
Els Habitatges Barceloneta o Casa de la Marina és un edifici d'habitatges del barri de la Barceloneta de Barcelona. És una obra racionalista de Josep Antoni Coderch i de Sentmenat construïda el 1954. Està protegit com a bé cultural d'interès nacional, declarat el 2003.

## Descripció
L'edifici està situat en un solar amb tres façanes, en una illa de cases amb la típica tipologia del barri de la Barceloneta. Consta de planta baixa, sis pisos i àtic, a més de semisoterrani i soterrani.
La façana presenta un predomini de la verticalitat, emfatitzada per la utilització de dos elements: la ceràmica aplacada i el sistema de fusteria de persiana de llates que va ser dissenyat especialment per aquest edifici per J. A. Coderch, Manel Valls, José Llambí i Juan Llambí, i posteriorment patentat.
En la distribució en planta destaca la ubicació i funció estructural de la caixa d'escala que permet a l'estructura de parets de càrrega actuar com una estructura de pòrtics i fer grans obertures a les façanes.
Gràcies a l'originalitat de projecte i als mitjans tècnics aplicats, Coderch aconseguí realitzar uns habitatges socials de gran qualitat arquitectònica, espacial i ambiental. A aquests valors cal afegir-hi el mestratge, la influència i l'avanç en la concepció dels projectes i de la construcció d'habitatges socials que ha representat aquesta obra en la història de l'arquitectura catalana.

## Història
Edifici projectat l'any 1952 per l'arquitecte Josep Antoni Coderch de Sentmenat i construït entre els anys 1953 i 1954 per encàrrec de l'Institut Social de la Marina. Està inclòs en el Registre Ibèric del Docomomo (organisme internacional per a la Documentació i Conservació de l'arquitectura del Moviment Modern. Període 1925-1965) i en el Registre d'Arquitectura Moderna a Catalunya (1925-1965).
Només la base i una marquesina mantenen els angles de 90 graus i integren l'edifici de manera subtil amb l'entorn. Igualment, la inclusió de nombroses finestres acabades amb persianes de llibret i les rajoles taronja que recobreixen els pocs espais de mur exterior que hi queden li acaben de donar una imatge de modernitat poc habitual per a l'època. La Casa de la Marina es troba al cor del barri de la Barceloneta, al passeig Joan de Borbó, el barri de pescadors per excel·lència de Barcelona, un barri de cases baixes i carrers estrets.